# Pic de Montarenyo
El Pic de Montarenyo és una muntanya de 2.618 metres que es troba entre els municipis de Lladorre, a la comarca del Pallars Sobirà i l'Arieja a França.